# ジ・エベレスト
ジ・エベレスト（The TAB Everest）とは、オーストラリアターフクラブおよびレーシングニューサウスウェールズがオーストラリア・ロイヤルランドウィック競馬場の芝1200メートルで施行する競馬の競走である。2017年創設。格付けは2024年よりG1となっている。

## 概要
2017年に世界最高賞金の芝競走として創設され、2023年現在までその地位にあるスプリント戦。総賞金は2000万オーストラリアドルで、その出走枠を一枠当たり60万オーストラリアドルで購入する馬主によって資金の一部が提供されている。
毎年10月の第2土曜日に施行されており、春に8週間開催される「シドニースプリングカーニバル」を成す主要競走に位置づけられる。

## 競走条件
以下の内容は、2022年現在のもの。
出走資格：3歳以上（出走可能頭数：最大12頭）
- 出走取消が発生した際、エベレスト委員会[注釈 2]の選出によってシドニーステークス（英語版）（G3）の出走馬から最大6頭の緊急出走が可能

負担重量：別定
- 南半球産馬：3歳53kg、4歳以上58.5kg、牝馬2kg減
- 北半球産馬：3歳51kg、4歳58kg、5歳以上58.5kg、牝馬2kg減

賞金：総賞金1500万豪ドル、73万豪ドル相当の優勝トロフィー
- 1着賞金は620万豪ドルで、以下2着230万豪ドル、3着140万豪ドル、4着100万豪ドル、5着75万豪ドル、6着50万豪ドル、7 - 12着各45万豪ドル
- 福祉基金への寄付15万豪ドル
- 優勝トロフィー相当額は馬主62万5000豪ドル、調教師・騎手各5万2500豪ドル

### 出走枠
出走枠のライセンス料金は60万オーストラリアドルであり、2月1日と7月1日に各30万ドルの分割払いでレーシングニューサウスウェールズ社に対して支払われる必要がある。出走枠のライセンス保持者は、自らの所有馬を本競走に出走させたり、その出走枠を他者に販売したり、他者と取引して賞金を共有したりすることが可能である。

## 前哨戦
| 競走名                | 格付 | 施行競馬場             | 施行距離 | 出走資格 | 出典  |
| --------------------- | ---- | ---------------------- | -------- | -------- | ----- |
| ザ・ショーツ          | G2   | ランドウィック競馬場   | 芝1100m  | 3歳以上  | [ 7 ] |
| ゴールデンローズS     | G1   | ローズヒル競馬場       | 芝1400m  | 3歳      | [ 7 ] |
| プレミアS             | G2   | ランドウィック競馬場   | 芝1200m  | 3歳以上  | [ 7 ] |
| モイアS               | G1   | ムーニーヴァレー競馬場 | 芝1000m  | 3歳以上  | [ 7 ] |
| サールパートクラークS | G1   | コーフィールド競馬場   | 芝1400m  | 3歳以上  | [ 7 ] |

## 歴史
発案者はレーシングニューサウスウェールズ社のCEOを務めるピーター・ヴランディーズ。2017年当時の世界最高賞金競走であったペガサスワールドカップの開催から5日経った同年の2月1日、オーストラリアターフクラブおよびレーシングニューサウスウェールズ社は、ロイヤルランドウィック競馬場1200メートルで施行され、総賞金1000万オーストラリアドル（約8億5000万円）、1着賞金580万オーストラリアドル（約4億9300万円）という高額賞金を提供する競走「ジ・エベレスト」を創設すると発表した。この賞金は芝競走としては世界最高であり、オーストラリアにおいても毎年11月にフレミントン競馬場で開催されるメルボルンカップの賞金を超えることになった。賞金の資金は、ペガサスワールドカップに倣い、3年契約で出走枠を60万オーストラリアドル（約5100万円）で購入する馬主のほか、馬券の売上げ、スポンサー料、テレビ放映権料によって拠出されるシステムを取った。実際の正式名が「The TAB Everest」とされたのは、そのネーミングライツスポンサーに場外馬券発売公社（TAB）を迎えたためである。第1回ジ・エベレストは2017年10月14日に施行され、これを制したレッドゼルが初代優勝馬となった。賭けの売上高は2800万オーストラリアドル以上を記録し、同年のゴールデンスリッパーなどの売上を大きく上回った。2022年施行の第6回ジ・エベレストが記録した46221人という観客動員数は、ウィンクスが33連勝を達成した2019年のクイーンエリザベスステークスの動員数（43833人）を上回り、同競馬場における過去50年間の最多記録を更新した。
2022年の時点で、本競走が「世界最高賞金の芝競走」とされている。全ての競馬開催州および準州による全会一致での承認が必要であるG1格付けの獲得は、ニューサウスウェールズ州との対立によりヴィクトリア州が拒否権を行使ししていたために実現していなかったが、後に和解し、2024年からG1格付けを得ることとなった。

## 歴代優勝馬
| 回数  | 施行日         | 優勝馬           | 性齢 | タイム  | 優勝騎手     | 管理調教師           | 馬主                                   | 総賞金 / 1着賞金（豪ドル） |
| ----- | -------------- | ---------------- | ---- | ------- | ------------ | -------------------- | -------------------------------------- | -------------------------- |
| 第1回 | 2017年10月14日 | Redzel           | 騸5  | 1:08:36 | K.McEvoy     | Peter & Paul Snowden | Triple Crown syndicate                 | 09,550,000 / 5,800,000     |
| 第2回 | 2018年10月13日 | Redzel           | 騸6  | 1:12.03 | K.McEvoy     | Peter & Paul Snowden | Triple Crown syndicate                 | 13,000,000 / 6,000,000     |
| 第3回 | 2019年10月19日 | Yes Yes Yes      | 牡3  | 1:07.32 | G.Boss       | Chris Waller         | Yes Yes Yes, B Sokolski Et Al          | 14,000,000 / 6,050,000     |
| 第4回 | 2020年10月17日 | Classique Legend | 騸5  | 1:08.27 | K.McEvoy     | L.Bridge             | K K Ho                                 | 15,000,000 / 6,200,000     |
| 第5回 | 2021年10月16日 | Nature Strip     | 騸7  | 1:09.11 | J.McDonald   | Chris Waller         | R A E Lyons, P D Harrison Et Al        | 15,000,000 / 6,200,000     |
| 第6回 | 2022年10月15日 | Giga Kick        | 騸3  | 1:09.86 | C.Williams   | C.Douglas            | Pinecliff Racing Syndicate             | 15,000,000 / 6,200,000     |
| 第7回 | 2023年10月14日 | Think About It   | 騸5  | 1:07.64 | S.Clipperton | J.Pride              | Proven Thoroughbreds, R J Miller Et Al | 20,000,000 / 7,000,000     |
| 第8回 | 2024年10月19日 | Bella Nipotina   | 牝7  | 1.08.76 | C.Williams   | C.Maher              | M B Christian, Miss S M Miller Et Al   | 20,000,000 / 7,000,000     |

## 批判
2018年、レーシングニューサウスウェールズ社は、シドニー・オペラハウスの帆をジ・エベレストの広告として使用した。その計画はニューサウスウェールズ州のグラディス・ベレジクリアン州首相がオペラハウス最高責任者ルイーズ・ヘロンの拒否権を覆したことによって認可され、スコット・モリソン首相によっても支持されたが、これはオーストラリアの世界遺産にそぐわない商業広告であるとして批判を受けた。広告の計画が実行されると、オペラハウスでは数百人による抗議のデモ活動が行われ、州政府に対して計画中止を求める請願は23万以上の署名を集めた。

## ウィナーステークス
シドニースプリングカーニバルにおけるウィナーステークス（Winners Stakes）とは、前年のジ・エベレスト優勝馬の名を冠して、ローズヒルガーデンズ競馬場の芝1300メートルで施行される競馬の競走である。2019年にゴールデンイーグルの付随競走として創設され、ゴールデンイーグルと同日に施行されている。競走名は毎年更新される。
性別、馬齢に関する制限は無い。ジ・エベレストとは異なり、本競走の出走手続きは伝統的な出馬投票方式に基づいている。
重賞未格付の競走ながら、賞金総額は100万豪ドルと高額に設定されている。また、ジ・エベレスト、シドニーステークス、ザ・コジオスコのいずれかに出走していた競走馬に対してはボーナス獲得の機会が用意されており、ジ・エベレスト優勝馬として本競走1着なら100万ドル、その他の1着なら75万ドル、2着なら20万ドル、3着なら10万ドルの賞金が追加で与えられる。
| 回数  | 施行日         | 競走名                  | 優勝馬         | 性齢 | タイム  | 出典   |
| ----- | -------------- | ----------------------- | -------------- | ---- | ------- | ------ |
| 第1回 | 2019年11月2日  | Redzel Stakes           | Pierata        | 牡5  | 1:16.59 | [ 25 ] |
| 第2回 | 2020年10月31日 | Yes Yes Yes Stakes      | Gytrash        | 騸5  | 1:17.85 | [ 26 ] |
| 第3回 | 2021年10月30日 | Classique Legend Stakes | Eduardo        | 騸8  | 1:15.16 | [ 27 ] |
| 第4回 | 2022年10月29日 | Nature Strip Stakes     | Private Eye    | 騸5  | 1:15.93 | [ 28 ] |
| 第5回 | 2023年11月4日  | Giga Kick Stakes        | Bella Nipotina | 牝6  | 1:15.50 | [ 29 ] |
| 第6回 | 2024年11月2日  | Russell Balding Stakes  | Bella Nipotina | 牝7  | 1:14.96 | [ 30 ] |